# Chiffonne (1917)
Chiffonne – francuskie awizo z okresu I wojny światowej, a następnie rumuńska kanonierka, jeden z czterech pozyskanych przez Rumunię okrętów typu Friponne. Jednostka została zwodowana w 1917 roku w stoczni Arsenal de Lorient w Lorient, a do służby w Marine nationale przyjęto ją w 1918 roku. W styczniu 1920 roku okręt został zakupiony przez Rumunię i wszedł w skład Marynarki Wojennej pod nazwą „Locotenent Lepri Remus”. Okręt zatonął na minie u ujścia Dunaju 11 stycznia 1941 roku.

## Projekt i budowa
Awiza typu Friponne, klasyfikowane początkowo jako kanonierki do zwalczania okrętów podwodnych, zostały zamówione na podstawie wojennego programu rozbudowy floty francuskiej z 1916 roku. Okręty były w zasadzie identyczne z awizami typu Ardent, różniąc się głównie rodzajem siłowni – silnikami Diesla w miejsce napędu parowego, dzięki czemu znacznie wzrósł zasięg pływania. Początkowo planowano budowę 13 jednostek, jednak ukończono jedynie osiem. Później klasyfikowane były jako awiza 2. klasy .
„Chiffonne” zbudowany został w stoczni Arsenal de Lorient. Stępkę okrętu położono w 1916 roku, został zwodowany w 1917 roku, a do służby w Marine nationale wszedł w 1918 roku .

## Dane taktyczno-techniczne
Okręt był kanonierką przeznaczoną do zwalczania okrętów podwodnych. Długość całkowita kadłuba wynosiła 60,2 metra (57,8 metra między pionami), szerokość 7 metrów i zanurzenie 2,6 metra . Wyporność standardowa wynosiła 375 ton, a pełna 443 tony . Okręt napędzany był przez dwa silniki wysokoprężne Sulzer o łącznej mocy 900 KM, poruszające poprzez wały napędowe dwoma śrubami. Maksymalna prędkość okrętu wynosiła 14,5 węzła . Okręt zabierał 30 ton paliwa, co pozwalało osiągnąć zasięg wynoszący 3000 Mm przy prędkości 10 węzłów (lub 1600 Mm przy 15 węzłach).
Uzbrojenie kanonierki składało się z dwóch pojedynczych dział kalibru 100 mm M1897 L/40 i dwóch zrzutni bomb głębinowych .
Załoga okrętu liczyła 50 oficerów, podoficerów i marynarzy .

## Służba
Kanonierka służyła podczas I wojny światowej w latach 1916–1918 we francuskich Siłach Patrolowych Atlantyku. 9 stycznia 1920 roku okręt został zakupiony przez Rumunię (wraz z bliźniaczymi jednostkami „Mignonne”, „Impatiente” i „Friponne”) i już 15 stycznia wszedł w skład Marynarki Wojennej pod nazwą „Locotenent Lepri Remus” i oznaczeniem burtowym „Lp” . Jednostka otrzymała imię na cześć oficera rumuńskiej marynarki, poległego podczas I wojny światowej. Na przełomie 1939 i 1940 roku dokonano modernizacji uzbrojenia jednostki: zdemontowano oba działa kal. 100 mm, instalując w zamian dwa pojedyncze działka plot. SK C/30 kal. 37 mm L/80 oraz przystosowano okręt do przenoszenia min . Okręt zatonął 11 stycznia 1941 roku u ujścia Dunaju po wejściu na rumuńską zagrodę minową, postawioną poprzedniego dnia przez stawiacz min „Aurora” .